# Le Globe
Le Globe era un diari francès, publicat a París pel grup Bureau du Globe entre 1824 i 1832, i creat inicialment amb l'objectiu d'editar publicacions i creacions romàntiques. Va ser fundat per Pierre Leroux. Després de 1828, el periòdic va quedar políticament lligat al liberalisme.
Posteriorment va ser comprat pels santsimonistes en 1830, convertint-se en la veu oficial del moviment sota la Monarquia de Juliol. Le Globe va ser finalment prohibit, després de la denúncia del santsimonisme com una "secta".

## Contribuïdors destacats
- Jean-Jacques Ampère
- Jean-Georges Farcy
- François Guizot
- Prosper Duvergier de Hauranne
- Charles Magnin
- Charles de Rémusat
- Charles Augustin Sainte-Beuve
- Ludovic Vitet[3]
- Alphonse Lavallée

### Santsimonians
- Michel Chevalier
- Prosper Enfantin
- Olinde Rodrigues